# Star 27
Star 27 – polski samochód ciężarowy średniej ładowności produkowany w latach 1962–1971 przez Fabrykę Samochodów Ciężarowych Star w Starachowicach.

## Historia modelu
W pierwszej połowie lat 50. w Biurze Konstrukcyjnym Przemysłu Motoryzacyjnego w Warszawie rozpoczęto prace konstrukcyjne nad silnikiem wysokoprężnym, który miał być zastosowany w nowym modelach samochodów ciężarowych FSC Star. Prace nad nową jednostką wysokoprężną rozpoczęte zostały ze względu, na konieczność zmniejszenia kosztów eksploatacji ciężarówek produkowanych w Starachowicach. Według pierwotnych założeń nowe silniki miały charakteryzować się podobną do jednostek benzynowych S42 i S472 wielkością oraz masą, tak aby w pojazdach z silnikami Diesla możliwe było zastosowanie tych samych elementów jezdnych co w wersjach z silnikami benzynowymi. W 1958 roku rozpoczęto testy drogowe ciężarówek Star 21 wyposażonych w prototypowe silniki wysokoprężne S53.
Produkcję seryjną Stara 27 rozpoczęto w lipcu 1962 roku. Nadwozie pojazdu osadzone zostało na podłużnicowej ramie spawanej wykonanej z blachy tłoczonej. W układzie jezdnym zastosowano przednią oś sztywną zawieszoną na półeliptycznych resorach piórowych oraz dwóch hydraulicznych amortyzatorach ramieniowych. Z tyłu zastosowano most napędowy zawieszony na półeliptycznych resorach piórowych, dodatkowo wspartych przez pomocnicze resory piórowe. W układzie hamulcowym zastosowano nową pompę o zwiększonej wydajności. Do napędu Stara 27 zastosowano polski, 6-cylindrowy, rzędowy silnik wysokoprężny typu S53, o pojemności skokowej 5650 cm³ i planowanej mocy maksymalnej 73,6 kW (100 KM). Jednakże silnik ten był niezbyt udany - niedopracowany w szczegółach (np. świece żarowe w kanale dolotowym silnika) - przez co moc praktyczna (osiagana na hamowni) nie przekraczała 90 KM, a sam silnik wchodził w obszar dymienia i wykazywał cechy bardzo trudnego rozruchu w warunkach zimowych. To niedopracowanie konstrukcji silnika było powodem małej ilości wyprodukowanych Starów 27. Jednostka napędowa zblokowana została z 5-biegową manualną, niezsynchronizowaną skrzynią biegów. W stosunku do modelu Star 25 w Starze 27 zastosowano nadciśnieniowy system wspomagania hamulców, drugi akumulator oraz mocniejszy rozrusznik.
Star 27 wyposażany był wyłącznie w kabinę wagonową typu N20 produkowaną przez zakłady SHL z Kielc. Od 1964 roku stosowane były zmodernizowane kabiny typu N20.1, w których wzmocniono punkty mocowania do ramy pojazdu oraz poprawiono izolację termiczną i akustyczną.
Wraz ze standardową odmianą modelu Star 27 rozpoczęto produkcję, ciągnika siodłowego Star C27, przystosowanego do pracy w zestawie z jednoosiową naczepą skrzyniową typu D60 lub naczepą furgonową typu D40, które produkowane były przez Zakłady Budowy Nadwozi Samochodowych w Kożuchowie. W celu zapewniania możliwości przewozów ładunków o dużych gabarytach, wprowadzono do oferty model Star 27L. Pojazd ten posiadał  wydłużoną ramę, dzięki czemu rozstaw osi zwiększony został do 3850 mm.
Elementy jezdne i napędowe modelu Star 27 zastosowane zostały w produkowanych w latach 1964–1967 przez Sanocką Fabrykę Autobusów, autobusach San H27A i San H27B.